# ویکتور سوکولف
ویکتور سوکولف (انگلیسی: Viktor Sokolov؛ زادهٔ ۲۴ آوریل ۱۹۵۴) دوچرخه‌سوار اهل اتحاد جماهیر شوروی سوسیالیستی است.
وی در مسابقات کشوری و بین‌المللی در مجموع برندهٔ ۱ مدال نقره شده‌است.